# Gbarnga
Gbarnga er en by i det centrale Liberia, beliggende nordøst for landets hovedstad Monrovia. Byen har et indbyggertal på cirka 46.000.